# Hugo Black
Hugo Lafayette Black (27 de febrero de 1886-25 de septiembre de 1971) fue un abogado, político y jurista estadounidense que se desempeñó como Senador de los Estados Unidos por Alabama de 1927 a 1937 y como Juez Asociado de la Corte Suprema de los Estados Unidos de 1937 a 1971.
Fue miembro del Partido Demócrata y devoto del Nuevo Trato, Black respaldó a Franklin D. Roosevelt en las elecciones presidenciales de 1932 y de 1936. Habiendo ganado una reputación en el Senado como reformador, Black fue nominado a la Corte Suprema por el presidente Roosevelt y confirmado por el Senado por un voto de 63 a 16 (6 senadores demócratas y 10 senadores republicanos votaron en contra de él). Fue el primero de los nueve nominados a la Corte por Roosevelt.
Fue el quinto juez con más años en la historia de la Corte Suprema, además de ser uno de los jueces de la Corte Suprema más influyentes en el siglo XX.

## Filosofía
Se destaca por su defensa de la lectura textualista de la Constitución de los Estados Unidos y de la posición de que las libertades garantizadas en la Declaración de Derechos fueron impuestas a los estados por la Decimocuarta Enmienda. Durante su carrera política, Black fue considerado un firme defensor de las políticas liberales y las libertades civiles.
Sin embargo, escribió la opinión mayoritaria en Korematsu v. Estados Unidos (1944), durante la Segunda Guerra Mundial, que confirmó la acción del gobierno estadounidense de confinar a la población japonesa-estadounidense en campos de concentración por sospechas de conspiración y colaboracionismo. Se opuso a la doctrina del debido proceso sustantivo (la interpretación de este concepto por parte de la Corte Suprema anti-New Deal hizo imposible que el gobierno promulgara legislación que los conservadores afirmaron que interfería con la aparente libertad de los dueños de negocios) y creía que no había base en las palabras de la Constitución para un derecho a la privacidad, votando en contra de encontrar uno en Griswold v. Connecticut (1965).
Antes de convertirse en Senador de los Estados Unidos por Alabama en las filas del Partido Demócrata, abogó por puntos de vista anticatólicos y fue miembro del Ku Klux Klan en Alabama, pero renunció en 1925. Años más tarde dijo: "Antes de convertirme en senador, abandoné el Klan. No he tenido nada que ver con eso desde entonces. Lo abandoné. Dejé por completo cualquier asociación con la organización."